# Rich Moore
Rich Moore (Oxnard, California, 10 de mayo de 1963) es un director, animador y guionista estadounidense, ganador del Premio Óscar por la película Zootopia y nominado previamente por Wreck-It Ralph. Moore es un socio de la compañía Rough Draft Studios, Inc., en donde se desempeña como vicepresidente del Departamento de Creatividad. Dirigió varios de los episodios más importantes de Los Simpson y Futurama. 
Actualmente, se desempeña como director en Walt Disney Animation Studios, donde ha dirigido los largometrajes de la compañía Wreck-It Ralph y Zootopia.

## Vida y carrera

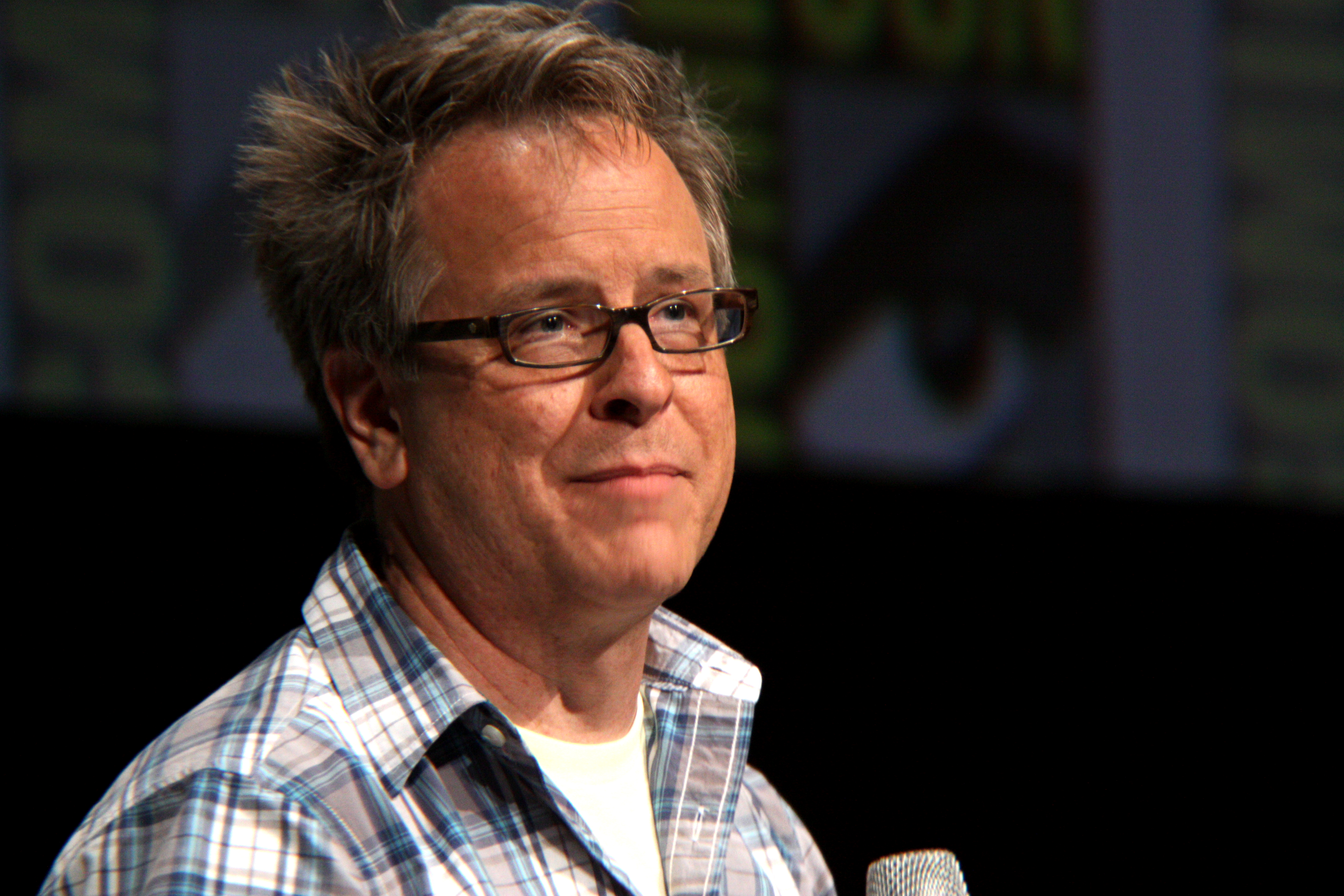
Rich Moore en la Convención Internacional de Cómics de San Diego de 2012.

Es uno de los artistas que en los años 1990 redefinió las series animadas con su participación en importantes episodios de Los Simpson. Trabajó como director en Los Simpson, Futurama, The Critic, Drawn Together, Spy vs. Spy (para MADtv) y Baby Blues: una familia animada/Una familia diferente. También fue director supervisor de Futurama y The Critic, encargándose de la producción creativa de ambos programas. También fue uno de los directores en Los Simpson: la película y como productor ejecutivo de animación en la película para DVD de Futurama Bender's Big Score.
Moore estudió animación en el California Institute of the Arts. Ha recibido en su carrera dos Premios Emmy, dos Premios Annie, un Premio Hugo, un Premio Reuben por su trabajo como director. 
Rich trabajó como director supervisor en la serie de FOX Class Dismissed, la cual se estrenó en 2016.
Durante sus años de universidad en CalArts, Rich le dio la idea a su amigo Jim Reardon sobre la película Bring Me the Head of Charlie Brown.
Moore se unió a Disney Animation en 2008, y de inmediato, empezó a dirigir un largometraje con un tema de videojuegos, Wreck-It Ralph. La película le dio una nominación a los Premios Oscars y un Premio Annie en 2013. Desempeñó también un cargo como codirector en el largometraje animado Zootopia (también de Disney) junto al director de Enredados y Bolt, un perro fuera de serie, Byron Howard. La cinta se estrenó a finales de 2015.

## Filmografía

### Películas
- 2012. Wreck-It Ralph (Director, historia y voces de Agrio Bill y Zangief)
- 2013. Mickey Mouse: Get a Horse! (Agradeciemientos) (Corto)
- 2014. Feast (Agradecimientos) (Corto)
- 2014. Big Hero 6 (Equipo creativo de Walt Disney Animation Studios)
- 2015. Zootopia (Director e historia junto a Byron Howard y Jared Bush)
- 2018. Ralph Breaks the Internet (Director junto a Phil Johnston)

## Créditos como director en televisión

### Los Simpson
- The Telltale Head
- Homer's Night Out
- Simpson y Dalila
- Treehouse of Horror
- Dead Putting Society
- Homer vs. Lisa and the 8th Commandment
- Lisa's Substitute
- Stark Raving Dad
- Bart the Murderer
- Flaming Moe's (junto a Alan Smart)
- Lisa the Greek
- Brother, Can You Spare Two Dimes?
- A Streetcar Named Marge
- Itchy & Scratchy: The Movie
- Marge vs. the Monorail
- The Front
- Cape Feare

### Futurama
- «Space Pilot 3000» (codirigido junto a Gregg Vanzo)
- «Hell Is Other Robots»
- «A Clone of My Own»
- «Anthology of Interest I» (codirigido junto a Chris Louden)
- «Roswell That Ends Well»

### Drawn Together
- Clum Babies
- Alzheimer's That Ends Well

## Premios y distinciones
Premios Óscar
| Año  | Categoría              | Película             | Resultado |
| ---- | ---------------------- | -------------------- | --------- |
| 2013 | Mejor película animada | Wreck-It Ralph       | Nominado  |
| 2017 | Mejor película animada | Zootopia             | Ganador   |
| 2019 | Mejor película animada | Ralph rompe Internet | Nominado  |

Premios Emmy
| Año  | Categoría                                             | Película               | Resultado |
| ---- | ----------------------------------------------------- | ---------------------- | --------- |
| 2002 | Mejor Programa Animado (de Duración Menor a una Hora) | Roswell That Ends Well | Ganador   |

Premios Annie
| Año  | Categoría                                      | Película               | Resultado |
| ---- | ---------------------------------------------- | ---------------------- | --------- |
| 2002 | Dirección en una Producción Televisiva Animada | Roswell That Ends Well | Nominado  |
| 2013 | Mejor Película de Animación de 2012            | Wreck-It Ralph         | Nominado  |
| 2017 | Mejor película de animación de 2016            | Zootopia               | Ganador   |